# Słoweńska Domobrana
Słoweńska Domobrana (SD), niem. Slowenische Landeswehr, sl. Slovensko domobranstvo (domobrańcy) – kolaboracyjna słoweńska formacja pomocnicza o charakterze policyjno-wojskowym, utworzona przez Niemców po kapitulacji Włoch 24 września 1943 na terenie Słowenii na bazie oddziałów Ochotniczej Milicji Antykomunistycznej.
SD funkcjonowało na podobnych zasadach jak inne oddziały pomocnicze w okupowanej przez Niemców Europie podczas II wojny światowej, lecz posiadało ograniczoną autonomię. Domobrańcy wywodzili się ze środowisk konserwatywnych, klerykalnych, antykomunistycznych i profaszystowskich, ale w czasie walk nierzadko siłą wcielano ludzi do Słoweńskiego Legionu Obrony Narodowej (Slovenska domobranska legija).
Oddziały SD przysięgały wierność III Rzeszy, współpracę z SS i policją w walce z komunistami o „słoweńską ojczyznę” i „wolną Europę”. Żołnierze byli utrzymywani i wyposażani przez Niemców. Na czele SD stał gen. Leon Rupnik (szef administracji prowincji Lublana pod okupacją niemiecką w 1943) jako szef inspektor (1944), a następnie komendant (1945). Słoweńska Domobrana zorganizowana była początkowo w plutony i kompanie, następnie w bataliony lub grupy bojowe (niem. Kampfgruppe). W kwietniu 1945 istniało sześć batalionów SD. Liczbę domobrańców ocenia się na 13500 (zapisanych około 17000).
Jednostki domobrańców początkowo uczestniczyły w organizowanych przez Niemców akcjach antypartyzanckich, później podejmowały także samodzielne działania wymierzone w lewicową partyzantkę (Front Wyzwolenia Ludu Słoweńskiego) na terenie Słowenii.
Większość oddziałów stanowiły jednostki piechoty. Istniały także oddziały artylerii, ale rzadko były używane. Brak było jednostek pancernych (poza kilkoma pociągami pancernymi), mimo że kilkanaście załóg czołgowych odbyło przeszkolenie w Rzeszy. Uzbrojenie i wyposażenie: początkowo głównie włoskie, potem niemieckie, a także wszelkiego rodzaju broń zdobyta na partyzantach.
W maju 1945 większość domobrańców opuściła Słowenię i ukrywała się na terenie austriackiej Karyntii, jednakże uciekinierzy zostali wydani przez brytyjską administrację wojskową w ręce nowego rządu Jugosławii, gdzie w większości zostali skazani na śmierć, a następnie rozstrzelani w Kočevje (według szacunków około 10 tys.). 4 września 1946 w Lublanie rozstrzelano za zdradę i kolaborację generała Leona Rupnika.